# Oxalis corniculata
Espèce
Classification phylogénétique
L'Oxalide corniculée ou Oxalis corniculé (Oxalis corniculata) est une espèce de plantes à fleurs du genre des Oxalis de la famille des Oxalidacées. C'est une petite plante vivace adventice des jardins, comestible et utilisée dans les médecines traditionnelles.
Suivant le TLF, oxalis est un nom féminin, pour le Petit Robert et le Petit Larousse, il serait masculin ; oxalide serait féminin.

## Synonyme
- Xanthoxalis rufa Small

## Variétés
- Oxalis corniculata var atropurpurea Planchon (aux feuilles pourpres, très courante) (= Oxalis repens).
- Oxalis corniculata var. villosa (M. Bieberstein) Hohenacker (dessous des feuilles villeux, courante en Chine)

## Description

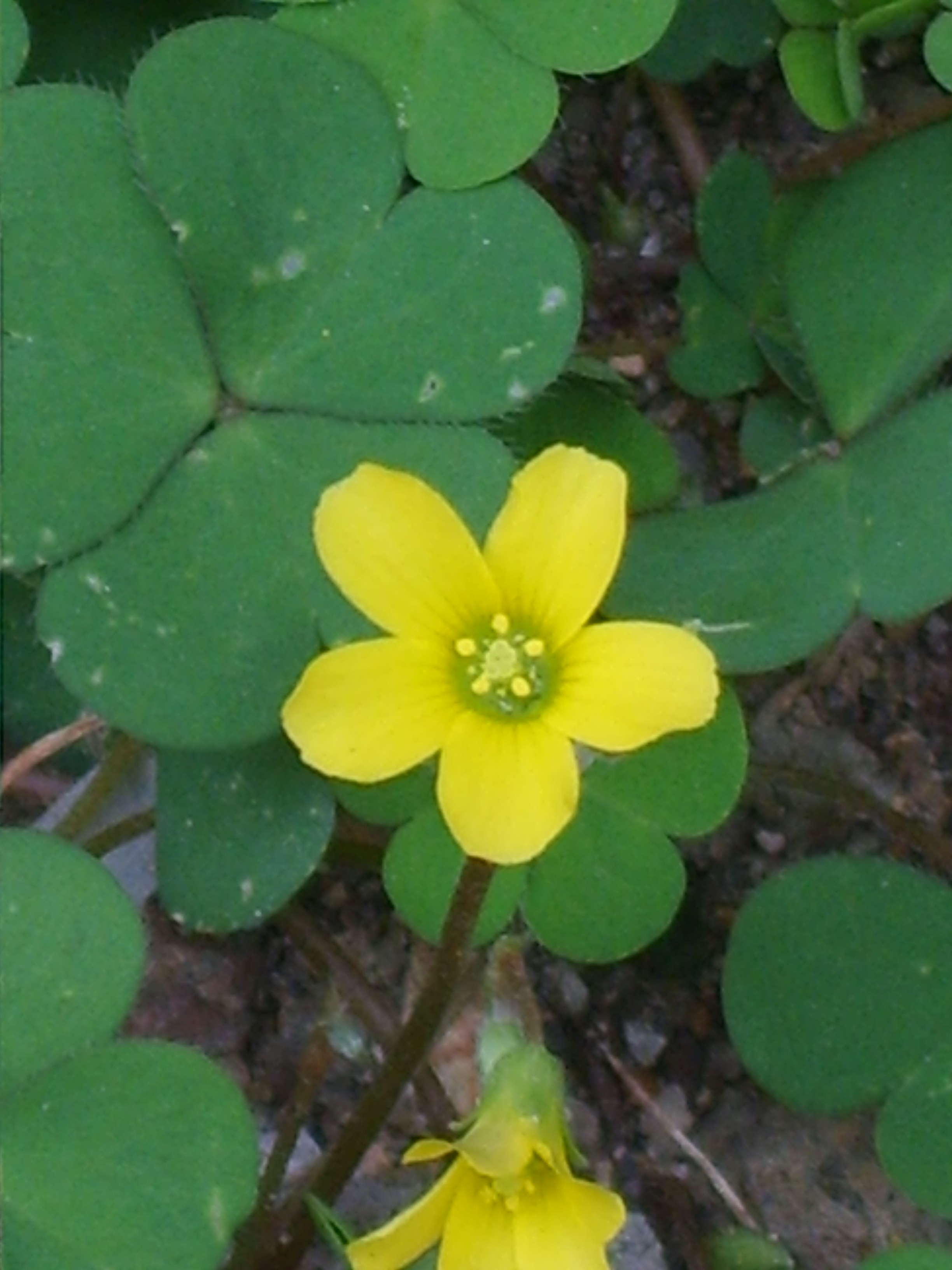
Fleur d’Oxalis corniculata.

L’Oxalis corniculé est une plante rampante, basse (5 à 10 cm), poilue. Ses tiges couchées-ascendantes sont radicantes à la base. C'est une plante annuelle ou pérennante à vie courte.
Les feuilles alternes palmées sont composées de 3 folioles obcordées (en cœur), de 0,3-1,8 × 0,4-2,3 cm, de couleur verte ou pourpre. Les stipules sont adhérentes au pétiole.
Les fleurs jaunes d'or apparaissent par groupes, en petites ombelles de 2-3 (-5) fleurs, sur un pédoncule axillaire. Les 5 sépales sont lancéolés-linéaires, de 3-5 mm de long. Les 5 pétales libres, jaune vif entourent 10 étamines.
Les fruits sont des capsules cylindriques, pubescentes, de 1 à 2,5 cm de long qui éclatent à maturité au moindre frôlement. Ils ont une forme de petite corne d'où l'épithète corniculata. Les graines sont expulsées activement à plusieurs mètres selon le principe de l'autochorie.

## Écologie

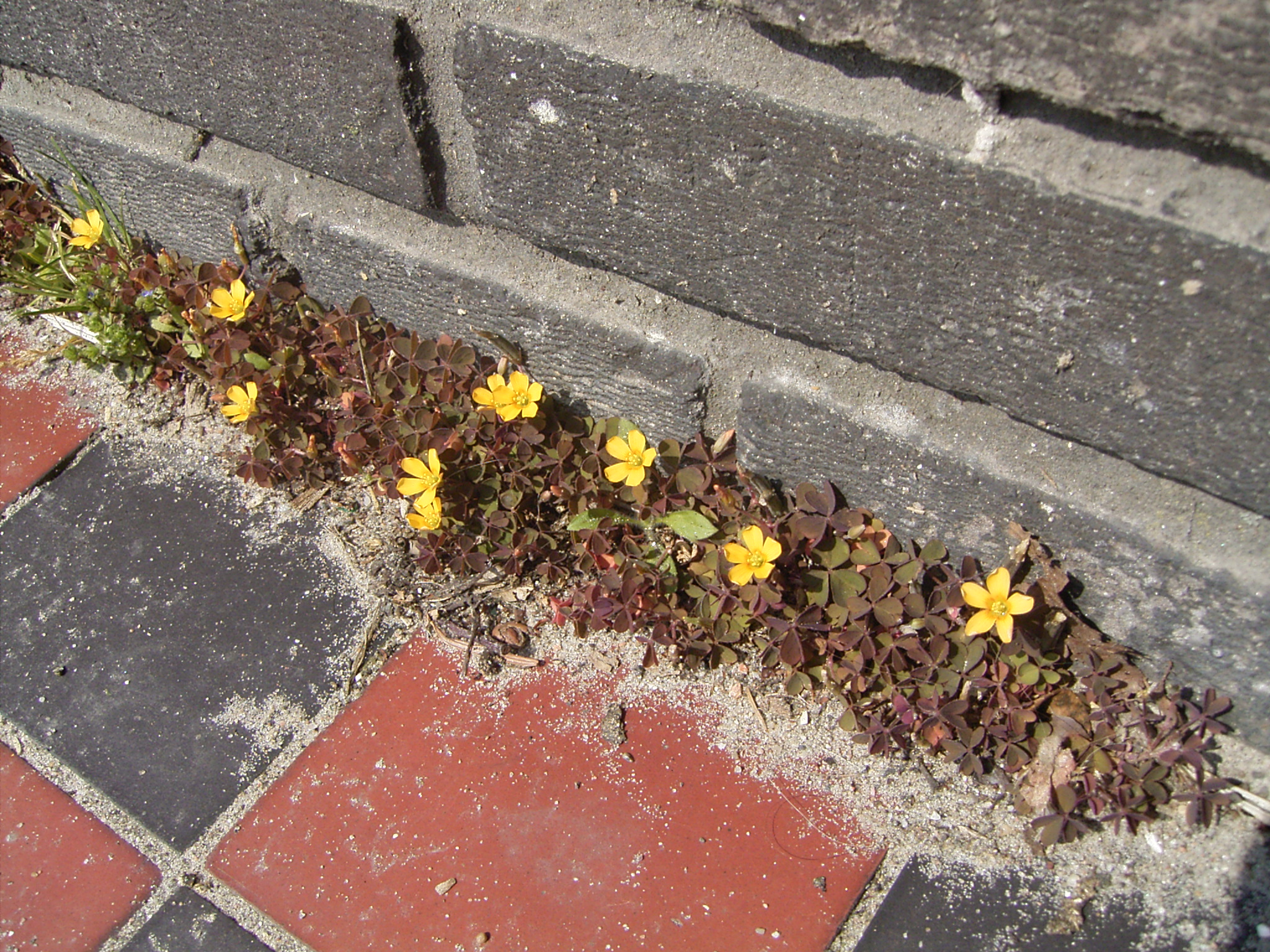
Oxalis corniculata comme plante rudérale.

Cet oxalis pousse partout en France à l'exception de quelques départements, il est également présent dans les DOM-TOM.
Il s'est naturalisé partout dans le monde. Son origine est inconnue, mais elle pourrait provenir d'Asie du Sud-Est.
Il croît dans les cultures, les lieux incultes et tous les milieux perturbés par l'homme. C'est une adventice des jardins.

## Composition
D'après l'analyse de Kathiriya et al, Oxalis corniculata est riche en flavonoïdes :
flavonols (acacétine, 7,4-di-O-Me apigénine),
flavones (4'-O-Me vitéxine, 4'-O-Me isovitéxine, 3', 4'di-O-Me orientine, vitexine-2"-O-glucopyranoside),
flavonols (3',4'-di-O-Me quercétine),
acide-phénols (acides syringique, vanillique, p-hydroxybenzoïque).
La plante contient aussi de l'acide oxalique, ascorbique, pyruvique, glyoxalique, palmitique, calcium, oxalate de calcium, 2-heptenal, 2-pentylfuran, transphytol, alpha- et bêta-tocophérol, vitamine C, tanin.

## Utilisations

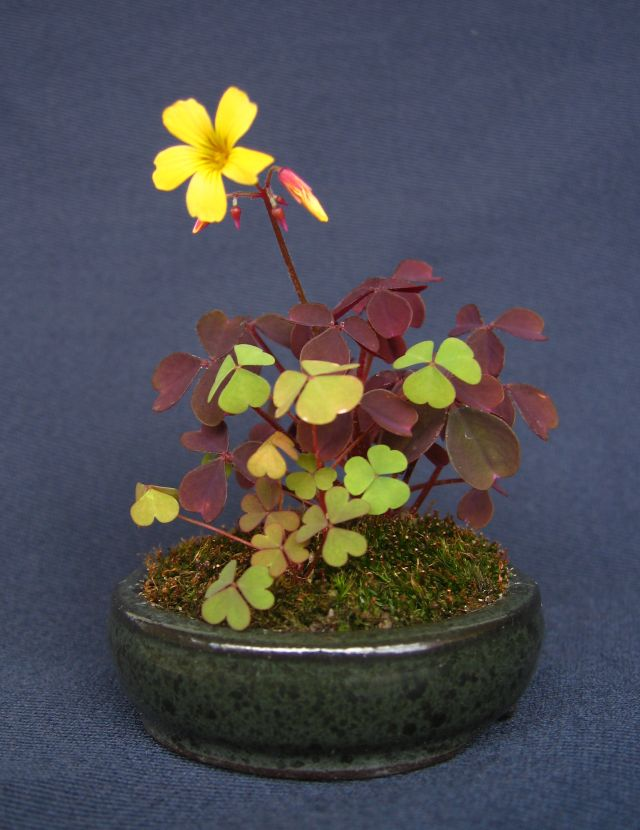
Kusamono.

- Les feuilles peuvent être consommées crues en salade, elles peuvent aussi être mises à tremper dans de l'eau sucrée pour en faire une limonade. Les feuilles ont une saveur acide rappelant celle de l'oseille. Elles ne doivent pas être consommées en grandes quantités en raison de la présence de l'acide oxalique (7-12 % d'oxalate[réf. nécessaire]).
- Au Japon, elle symbolisait la protection contre les démons, et est souvent représentée dans les Kamon.
- En médecine traditionnelle indienne, l'oxalis corniculé est utilisé comme anti-inflammatoire, digestif, diurétique et antiseptique. Il est aussi réputé traiter la diarrhée et les maladies de peau[5].